# 恩派爾鎮區 (北達科他州卡斯縣)
恩派爾鎮區（英語：Empire Township）是位於美國北達科他州卡斯縣的一個鎮區。

## 地方資料
恩派爾鎮區的面積為93.09平方千米，當中陸地面積為93.05平方千米，而水域面積為0.04平方千米。根據2020年美國人口普查的數據，當地共有人口110人，而人口密度為每平方千米1.18人。